# 昭文県
昭文県（しょうぶん-けん）は中国清代の江蘇省に存在した県。現在の常熟市の一部に相当する。

## 歴史
1724年（雍正2年）、蘇州府常熟県の人口増大に伴い県東部に昭文県を設置、両県で同一県城を使用していた。中華民国が成立すると1912年（民国元年）に常熟県に統合された。
| 前の行政区画 常熟県 | 江蘇省の歴史的地名 1724年 - 1912年 | 次の行政区画 常熟県 |